# Pseudoseptis grandipennis
Pseudoseptis grandipennis är en fjärilsart som beskrevs av Augustus Radcliffe Grote 1883. Pseudoseptis grandipennis ingår i släktet Pseudoseptis och familjen nattflyn. Inga underarter finns listade.